# Штерівка (станція)
Ште́рівка — вузлова вантажно-пасажирська залізнична станція Луганської дирекції Донецької залізниці.
Розташована в селищі міського типу Іванівка Антрацитівського району Луганській області на перетині ліній Дебальцеве — Красна Могила, Штерівка — Красний Луч та Штерівка — Янівський між станціями Петровеньки (13 км), Щотове (15 км), Браунівка (10 км) і Марусине (7 км).

## Діяльність
На станції здійснюються прийом і видача вантажів, що допускаються до зберігання на відкритих майданчиках станцій, а також продаж пасажирських квитків, прийом і видача багажу.
Через військову агресію Росії на сході Україні транспортне сполучення припинене, водночас на середину листопада 2018 р. двічі на день курсує 2 пари електропоїздів сполученням Фащівка — Красна Могила, що підтверджує сайт Яндекс.